# 織田信友
織田 信友（おだ のぶとも）は戦国時代の武将。尾張下四郡の守護代。大和守として知られる織田達勝の後継者である。実父は織田達広（たつひろ、又はみちひろ、織田因幡守）とされるが不明。一説に伯父とされる織田敏定が養父になったという（『寛政重修諸家譜』）。諱は広信（ひろのぶ、初名か）、また信豊（のぶとよ）とも。通称は彦五郎。尾張清洲城城主。

## 経歴
尾張下4郡を支配した守護代・清洲織田氏（織田大和守家）の織田達勝の後継者であるが、継承時期は不明である。主家・斯波氏の当主・斯波義統を傀儡の守護として擁立した。しかし、信友自身は家臣である坂井氏や河尻氏に家中の主導権を握られていたようである。また元々は家来筋であった清洲三奉行の1人「織田弾正忠家」当主・織田信秀と尾張国の覇権をめぐって争ったが、後に和睦している。
信秀の死後は織田信行（信勝）の家督相続を支持し、信秀の後を継いだ織田信長と対立する。信長の家臣の鳴海城主・山口教継の謀反に乗じ、萱津の戦いを起こすも、守山城の織田信光に支持された信長に敗れ、家臣・坂井甚介を失う。さらに信長暗殺計画を企てたが、事前に斯波義統の家臣である簗田弥次右衛門に知られて、信長に密告されたために失敗し、家臣の那古野弥五郎の内通もあり、かえって清洲城に焼き討ちを受けるなど追い込まれていく。また、山口教継が今川義元と通じていたことから、信友も義元と何らかの連携を取っていたと考えられ、かつて今川氏によって遠江国を奪われる屈辱を味わった斯波氏の当主である義統が、信友が敵へ内通したとみなした可能性も指摘されている。
天文23年（1554年）、信友は小守護代と呼ばれた家老の坂井大膳と図り、斯波氏の家臣の大部分が義統の子の義銀に従って城外に出かけた隙に義統を暗殺した。義銀は信長を頼り逃亡。義銀を擁した信長の反撃を受けた信友は安食の戦いで敗れ、家臣・河尻左馬丞、織田三位等も失う。翌天文24年（1555年）、生き残った坂井大膳の進言により信光の調略をするも、かえって信光の謀略にかかり、ついに大膳は今川氏に逃亡した。信友自身は主殺しの咎によって信長家臣の森可成に討ち取られた。
これにより清洲織田氏は断絶し、信行も弘治3年（1557年）に信長に殺害され、岩倉織田氏（織田伊勢守家）で尾張上四郡守護代の織田信安も子の信賢によって居城岩倉城から追放、信賢も永禄2年（1559年）に信長に降伏して追放。信友の傀儡から信長の傀儡と化した義銀も信長排除を図ったため追放され（後に信長に帰属）、尾張は信長によって統一支配された。

## 演じた俳優
- 織田信長（1989年 TBS 演：鈴木瑞穂）
- 信長 KING OF ZIPANGU（1992年 NHK大河ドラマ 演：辻輝猛）
- 麒麟がくる（2020年 NHK大河ドラマ 演：梅垣義明）